# John Montagu, 4:e earl av Sandwich
John Montagu, 4:e earl av Sandwich, född 3 november 1718, död 30 april 1792, var en brittisk aristokrat, diplomat och politiker.

## Biografi
Han var sonson till Edward Montagu, 3:e earl av Sandwich, från vilket han ärvde pärskapet.
Sandwich var 1746-48 brittisk fredsunderhandlare i Breda och Aachen, 1748-51 förste amiralitetslord, sedermera flera gånger statssekreterare och 1771-82 återigen förste amiralitetslord. Sandwichs livliga deltagande 1763 i sakförandet av hans forne sällskapsbroder John Wilkes ådrog honom mycken impopularitet, och som chef för flottans förvaltning skall han ha låtit fartygen ruttna och försummat deras utrustning och proviantering, så att flottan under amerikanska frihetskriget ingalunda förmådde fylla sin uppgift.
Det finns dock nutida forskare som menar att hans politiska fiender alltför mycket har påverkat eftervärldens bild av honom.
James Cook gav efter honom ögruppen Hawaii namnet Sandwichöarna. Det är också efter denne earl Sandwich som sandwich har kommit att bli ett ord för en typ av smörgås.